# Bramaterra
Il Bramaterra è un vino DOC la cui produzione è consentita nelle province di Biella e Vercelli.

## Storia
L'uso della denominazione Bramaterra applicato al vino da parte di produttori e vinificatori dei comuni della zona è testimoniato fino dal 1914.
In epoche precedenti esso era spesso denominato vino di Masserano o vino dei canonici, in quanto pare fosse piuttosto apprezzato dalla curia vercellese.
Il Disciplinare di produzione dei vini a denominazione di origine controllata "Bramaterra" è stato approvato con D.P.R. del 9 aprile 1979 (GU n. 285 del 18 ottobre 1979), ed in seguito modificato con D.M. del 12 luglio 2010 (GU n. 176 del 30 luglio 2010) e con decreto Ministero delle politiche agricole alimentari e forestali del 30 novembre 2011.

## Area di produzione delle uve

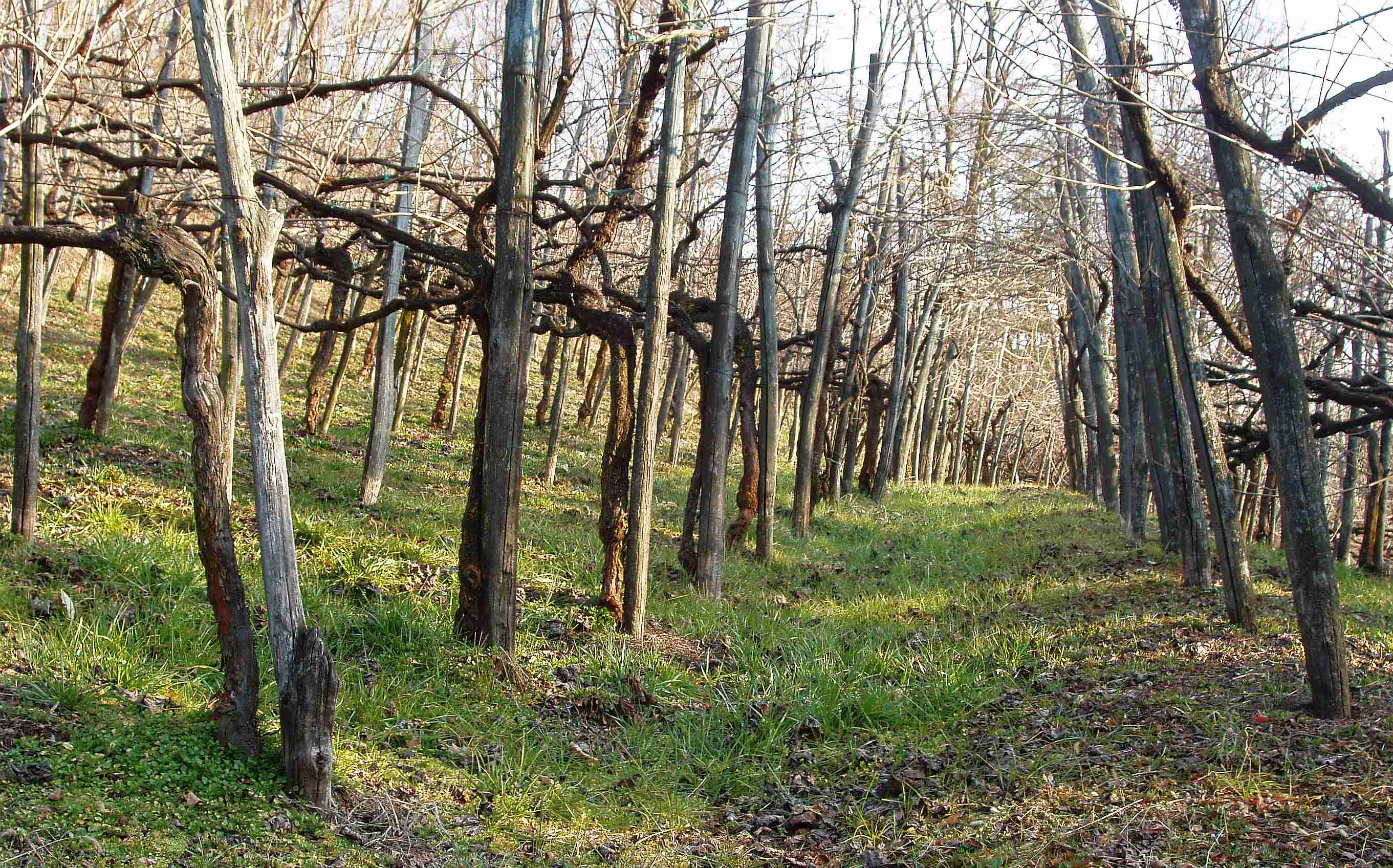
Un vigneto d'inverno nei pressi di Lozzolo.

Le uve destinate alla produzione del Bramaterra possono provenire dai comuni di Masserano, Brusnengo, Curino, Roasio, Villa del Bosco, Sostegno e Lozzolo. Gli appezzamenti devono essere compresi tra i 200 e i 600 metri di quota ed essere collocati nell'area collinare a nord della ex-strada statale 142 Biellese. 

## Caratteristiche

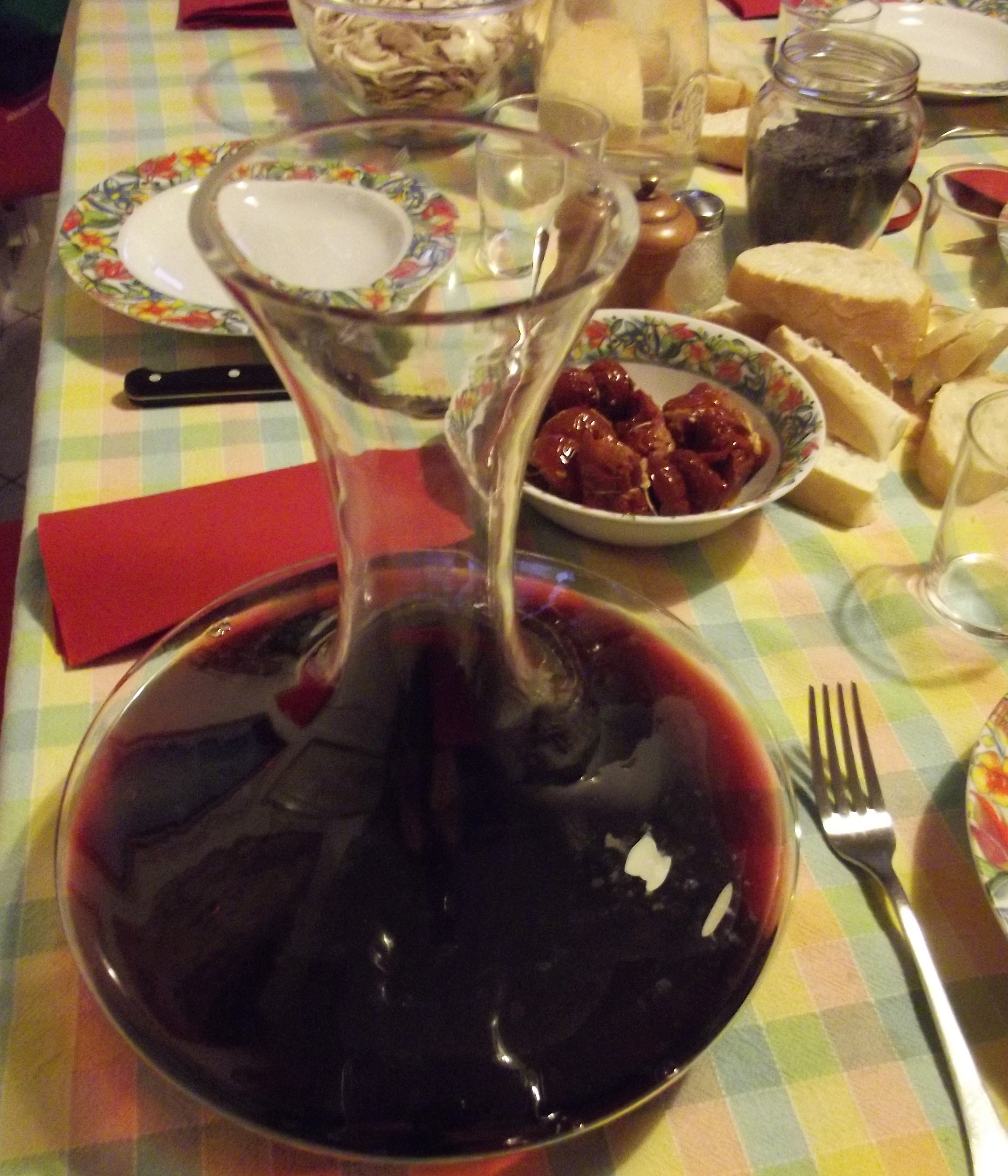
Bramaterra annata 2007 scaraffato in un decanter.

- Qualifica: Denominazione di Origine Controllata
- Vitigni: Nebbiolo (chiamato anche Spanna) 50-80%, Bonarda e/o Vespolina massimo 20%, Croatina massimo 30%[1]
- Invecchiamento: minimo di 2 anni
- Gradazione alcolica: minimo 12°
- Zone di produzione: Roasio, Villa del Bosco, Lozzolo, Sostegno, Curino, Brusnengo, Masserano.

## Caratteristiche organolettiche
- colore: rosso granato con riflessi aranciati, che si attenua con il tempo;
- odore: profumo caratteristico, intenso, lievemente etereo che si affina con l'invecchiamento;
- sapore: pieno e asciutto, vellutato con gradevole sottofondo amarognolo, di buon nerbo e armonico.

## Abbinamenti consigliati
Il suo accostamento ideale è con carni rosse, cacciagione e pollame nobile.

## Produzione
Provincia, stagione, volume in metri cubi
- Biella  (1995/96)  28,584
- Biella  (1996/97)  27,263
- Vercelli  (1990/91)  87,845
- Vercelli  (1991/92)  40,518
- Vercelli  (1992/93)  13,419
- Vercelli  (1993/94)  39,034
- Vercelli  (1994/95)  47,446
- Vercelli  (1995/96)  3,78
- Vercelli  (1996/97)  14,42